# Julián Hernández
Julián Hernández Rodríguez-Cebral (Madrid, 2 de julio de 1960) es un músico y cantante español, fundador y líder del grupo Siniestro Total, que también se ha desempeñado como escritor, productor discográfico y actor.

## Primeros años
Aunque nació en Madrid, pasó toda su infancia en Vigo, ciudad donde comenzó su afición por el rock and roll y todo lo que él denominaba "Cultura Popular". Descendiente de una familia de larga tradición artística, los orfebres y esmaltistas Hermanos Hernández, en Vigo se relacionó con poetas del movimiento "Rompente" así como con otros intelectuales que poblaban la ciudad en los 80, entre los que cabe destacar a Enrique Macías Alonso, Manolo Romón y Antón Reixa.
De nuevo en Madrid, donde se matriculó en el Conservatorio Superior de Música y en la facultad de Filología Hispánica de la Universidad Autónoma, Julián entró en contacto con la llamada movida madrileña. Sus contactos con diversos personajes relacionados con sellos musicales independientes de la capital de España le ayudaron a dar a conocer al grupo Siniestro Total, que había puesto en marcha con unos amigos en Vigo.

## Actividad musical

### Siniestro Total
En el año 1981 comenzó su actividad como miembro fundador del grupo Siniestro Total, manteniéndose al frente del mismo hasta 2022, siendo el único miembro original que permanece en la banda 40 años después. Durante este tiempo grabaron 20 LP, entre los que se encuentran ¿Cuándo se come aquí?, Ante todo mucha calma, Made in Japan o los más recientes Country & Western o El mundo da vueltas.

### Def Con Dos
Hernández fundó, junto a su cuñado César Strawberry, el grupo musical Def Con Dos, en el que trabajó como productor, compositor e intérprete bajo el pseudónimo de Padre Damián J. Karras, nombre tomado de un personaje de la película El exorcista. Mantuvo su participación en la banda durante los tres primeros discos.

### Transportes Hernández y Sanjurjo
En 1999 participó en las Jornadas de Lírica y Burla, una gira colectiva organizada por el sello discográfico 18 Chulos, junto con artistas como Pablo Carbonell, Javier Krahe, El Gran Wyoming o Kiko Veneno, entre otros. Durante el transcurso de la gira, Julián Hernández se puso en contacto con Rómulo Sanjurjo, acordeonista de Os Diplomáticos de Monte-Alto, para que lo acompañara en sus actuaciones. A partir de ese momento desarrollaron un repertorio propio y realizaron una serie de actuaciones hasta que en el año 2002 editaron su primer disco, Privilegios de tener una ocupación inútil, bajo el nombre de Transportes Hernández y Sanjurjo. En 2006 vio la luz Vista Alegre, el segundo álbum de la banda, que continúa en activo a día de hoy. Con esta formación, Julián Hernández se alejó de los registros musicales más cercanos al rock que caracterizaban la mayor parte de la discografía de Siniestro Total para acercarse a un estilo más cercano al folk y al blues acústico.

### Música contemporánea
- El 22 de marzo de 2009 participó en el V Festival Internacional de Spoken Word "Palabra y Música" realizado en el Teatro Lope de Vega (Sevilla) junto al poeta Manolo Romón, representando el espectáculo audiovisual Arte Efímera, que combinaba los textos del poeta con la interpretación de piezas como Música Barata o Cita al Ras, así como la proyección muda del film Strip-tease.[6]
- En enero de 2011, junto a Manolo Romón, también puso en escena el recital Ópera Aperta (en parte) Volume 1 en la Fundación Luis Seoane (La Coruña) como cierre a la exposición de la obra de Georges Perec. En palabras del propio Manolo Romón, se trataba de «un acercamiento irónico a la seriedad de la música contemporánea».[7] En mayo de ese mismo año representaron la segunda parte del recital en el Auditorio Municipal Praza do Rei de Vigo, titulado Ópera Aperta (en parte) Volume 2.[8]
- En 2011 participó en el ciclo Os Serans del Taller Atlántico Contemporáneo celebrado en la Ciudad de la Cultura de Galicia que combinaba música contemporánea, humor y cocina.[9]

## Producción discográfica
En el año 2005, Julián Hernández creó el sello discográfico Discos de Freno, bajo el que vieron la luz los discos de Transportes Hernández y Sanjurjo, además de otras producciones discográficas, como ...Y un poquito cabrón, de Mario Malapersona; el DVD Mikel Clemente: Videoclips y rarezas, que reunía los videoclips dirigidos por este realizador para grupos como Fito y Fitipaldis, Def Con Dos o Extremoduro, entre otros, así como el recopilatorio Nuevo Folk Post Industrial Vol. 1, que incluía temas de diversos artistas, entre los que se encuentran Bosco el Tosco, Víctor Coyote, El sobrino del diablo o Pablo Novoa.

## Literatura y colaboraciones en prensa
Julián Hernández ha participado como columnista en diversos medios escritos como los diarios Público, El País, o 20 minutos, entre otros.
En el año 1999 publicó el libro ¿Hay vida inteligente en el rock & roll? en la colección Pandemonium de la editorial Temas de Hoy. También ha colaborado en el libro de relatos de temática rock titulado Simpatía por el relato, junto a otros músicos como Leiva (Pereza), Francisco Nixon o El Drogas (Barricada).
En marzo de 2015 vio la luz su primera novela, Sustancia negra, perteneciente a la colección Espasa Narrativa.
En septiembre de 2021 publicó Gina en Pyongyang con la editorial Harkonnen Books, un compendio de la práctica totalidad de su narrativa breve.

## Cine
En el año 1993 participó en la película La matanza caníbal de los garrulos lisérgicos, una comedia gore dirigida por Antonio Blanco y Ricardo Llovo, junto a intérpretes como Manuel Manquiña, Teté Delgado o César Strawberry. En 1998 tuvo un papel en la película pornográfica Caspa Brothers: The Movie, dirigida por Marco Aurelio Beviá. En 1999 participó en la película Shacky Carmine, de Chema de la Peña. Además, en los años 2002 y 2003 participó en las películas Off y Sex, ambas dirigidas por Antonio Dyaz.